# Oksana Zubkovska
Oksana Volodímyrivna Zubkovska ( 15 de julio de 1981) es una atleta que representa a Ucrania compitiendo en salto de longitud para deportistas con discapacidad visual. Es cinco veces campeona paralímpica, habiendo ganado medallas de oro en los Juegos Paralímpicos de Pekín (2008), Londres (2012), Río de Janeiro (2016), Tokio (2020) y París (2024). Además, Zubkovska ha sido campeona mundial en salto de longitud en seis ocasiones, con victorias en Brasil (2007), Turquía (2011), Francia (2013), Catar (2015), y los Emiratos Árabes Unidos (2019). También obtuvo la medalla de plata en los 100 metros en el Campeonato Mundial de 2011 en Turquía.

## Primeros años y Formación
Oksana Zubkovska nació en Ucrania con un porcentaje del 5% de resto visual, lo que no impidió que desarrollara una gran pasión por el deporte desde temprana edad. Estudió en la escuela secundaria Taras Shevchenko en la ciudad de Mena, al norte de Ucrania, donde se interesó por el deporte gracias a su profesora principal, Irina Hetman, quien invitó a la entrenadora Nadezhda Taratújina para motivar a los estudiantes a practicar atletismo.
Antes de adentrarse en el atletismo, Oksana practicaba danza y trabajaba con pirograbado en madera. No fue hasta que conoció a la entrenadora Taratújina que se dedicó completamente al deporte. Durante su formación inicial, Zubkovska entrenó bajo la supervisión de Taratújina, y en el décimo grado, ya había cumplido el estándar de candidata a maestra de deportes en salto de longitud y salto de altura. En ese tiempo, ganó varios campeonatos y estableció un nuevo récord regional en salto de altura entre adultos, superando los 1,75 m.
Zubkovska continuó su desarrollo deportivo en el internado deportivo de Brovarí, donde perfeccionó sus habilidades y comenzó a estudiar a nivel superior en la Escuela Superior de Educación Física y Deportes de Brovary, especializándose en salto de altura. Allí ganó varios títulos nacionales y obtuvo el tercer lugar en salto de longitud. Sin embargo, tuvo que superar obstáculos relacionados con su visión para ingresar a la Universidad Nacional de Educación Física y Deportes de Ucrania, debido a que la comisión médica no la aprobó inicialmente.

## Carrera Deportiva
La carrera de Oksana Zubkovska comenzó a despegar en el Campeonato Mundial de 2007 en Brasil, donde ganó la medalla de oro en salto de longitud, logrando el título de Maestra de Deportes de Clase Internacional. Un año después, en los Juegos Paralímpicos de Pekín 2008, Zubkovska se consagró campeona al ganar la medalla de oro en salto de longitud, estableciendo un récord mundial con un salto de 6,28 m. En los Juegos Paralímpicos de Londres 2012, repitió el éxito y mejoró su récord con un salto de 6,60 m.
A lo largo de su carrera, ha sido campeona mundial en salto de longitud en seis ocasiones, y ha ganado múltiples medallas de oro en diferentes campeonatos internacionales. En los Juegos Paralímpicos de 2016 en Río de Janeiro, Zubkovska nuevamente se coronó campeona, consiguiendo otro oro en salto de longitud. Por su destacada trayectoria, fue condecorada con la Orden "Por Méritos" de primer grado.
En los Juegos Paralímpicos de Tokio 2020, Oksana a pesar de una lesión que sufrió 4 días antes de la competencia, repitió su éxito, obteniendo la medalla de oro. Además, en el Campeonato Mundial de Atletismo Adaptado de 2019 en los Emiratos Árabes Unidos, ganó la medalla de oro con un salto de 5,73 m.

El 1 de septiembre de 2024, Zubkovska ganó su quinta medalla de oro en los Juegos Paralímpicos de París, con un salto de 5,78 m, consolidando su legado como una de las mejores atletas en su categoría.

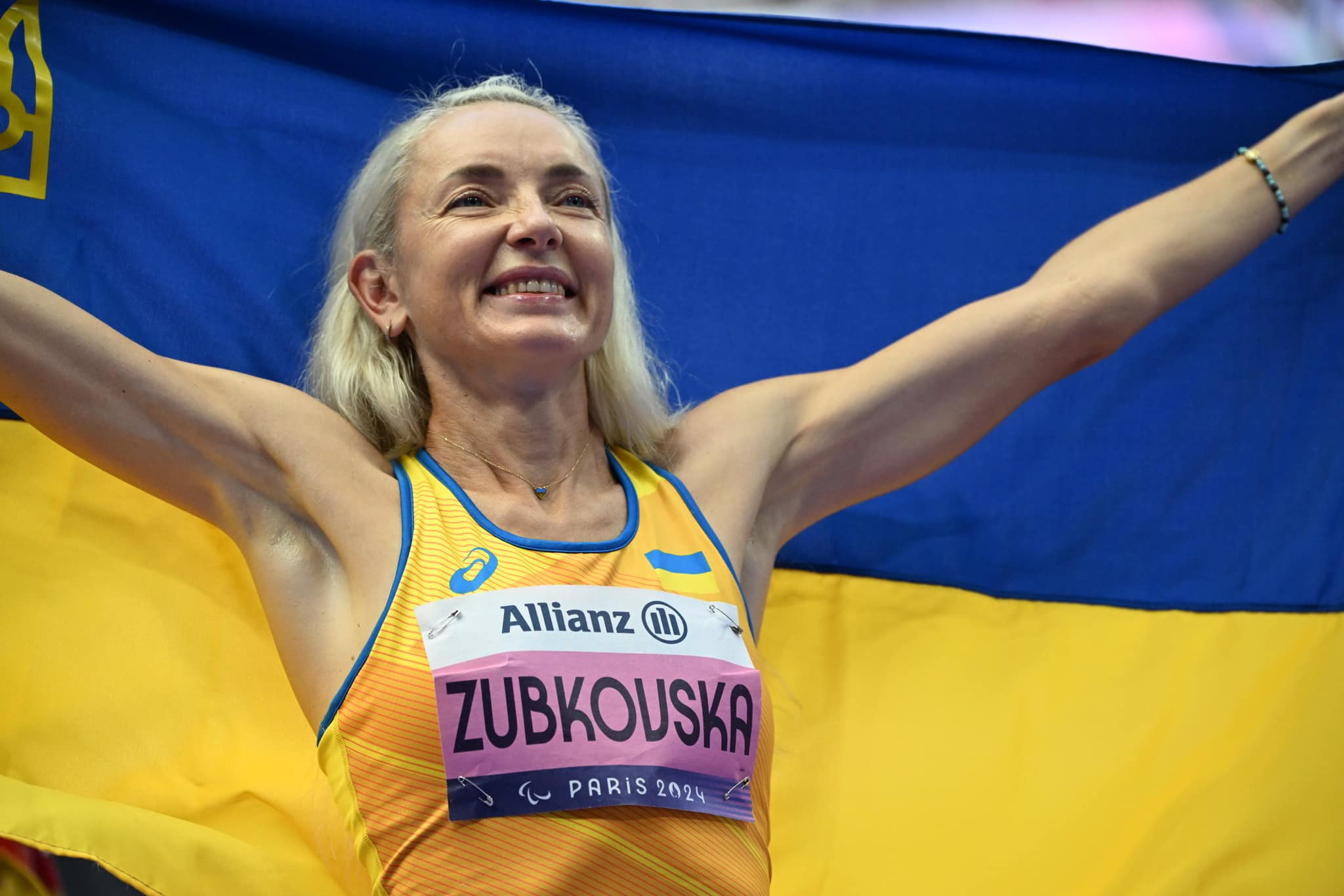
Oksana Zubkovska en los Juegos Paralímpicos de Verano 2024

## Palmarés

### Participaciones enJuegos Paralímpicos
| Año  | Ciudad/País            | Medalla | Resultado                                  |
| 2008 | Pekín, China           | Oro     | Salto de Longitud (Récord Mundial: 6,28 m) |
| 2012 | Londres, Reino Unido   | Oro     | Salto de Longitud (Récord Mundial: 6,60 m) |
| 2016 | Río de Janeiro, Brasil | Oro     | Salto de Longitud                          |
| 2020 | Tokio, Japón           | Oro     | Salto de Longitud                          |
| 2024 | París, Francia         | Oro     | Salto de Longitud                          |

Participaciones en Campeonatos Mundiales de Atletismo
| Año  | País                   | Medalla | Resultado         |
| 2007 | Brasil                 | Oro     | Salto de Longitud |
| 2011 | Turquía                | Oro     | Salto de Longitud |
| 2011 | Turquía                | Plata   | 100 metros        |
| 2013 | Francia                | Oro     | Salto de Longitud |
| 2015 | Catar                  | Oro     | Salto de Longitud |
| 2017 | Reino Unido            | Oro     | Salto de Longitud |
| 2019 | Emiratos Árabes Unidos | Oro     | Salto de Longitud |

## Vida Personal
Después de los Juegos Paralímpicos de Pekín 2008, Oksana Zubkovska contrajo matrimonio con Tarás, un acróbata ucraniano. Juntos tienen un hijo llamado Iván. A lo largo de su carrera, Zubkovska ha podido equilibrar su vida personal con sus exigentes entrenamientos, y durante su preparación para los Juegos Paralímpicos de Londres 2012, su madre, Larisa Nikoláyevna, se encargó de cuidar a Iván para que Oksana pudiera enfocarse en su carrera deportiva.